# تجارب بحرية
تجارب بحرية هي مرحلة اختبار مركبة مائية (بما في ذلك القوارب والسفن والغواصات). ويشار إليها أيضًا باسم «رحلة بحرية متقلبة» من قبل العديد من أفراد البحرية. عادة ما تكون المرحلة الأخيرة من البناء والتحري في المياه المفتوحة، ويمكن أن تستمر من بضع ساعات إلى عدة أيام. 
تُجرى تجارب بحرية لقياس أداء السفينة ومدى صلاحيتها للإبحار. عادة ما يتم إجراء اختبار لسرعة السفينة وقدرتها على المناورة والمعدات وميزات السلامة. عادة ما يكون الحضور ممثلين فنيين من شركة البناء (ومنشئي النظم الرئيسية) وموظفي الإدارة والشهادات وممثلي المالكين. التجارب البحرية الناجحة تؤدي في وقت لاحق إلى شهادة السفينة للتكليف والقبول من قبل صاحبها. 

## التجارب النموذجية

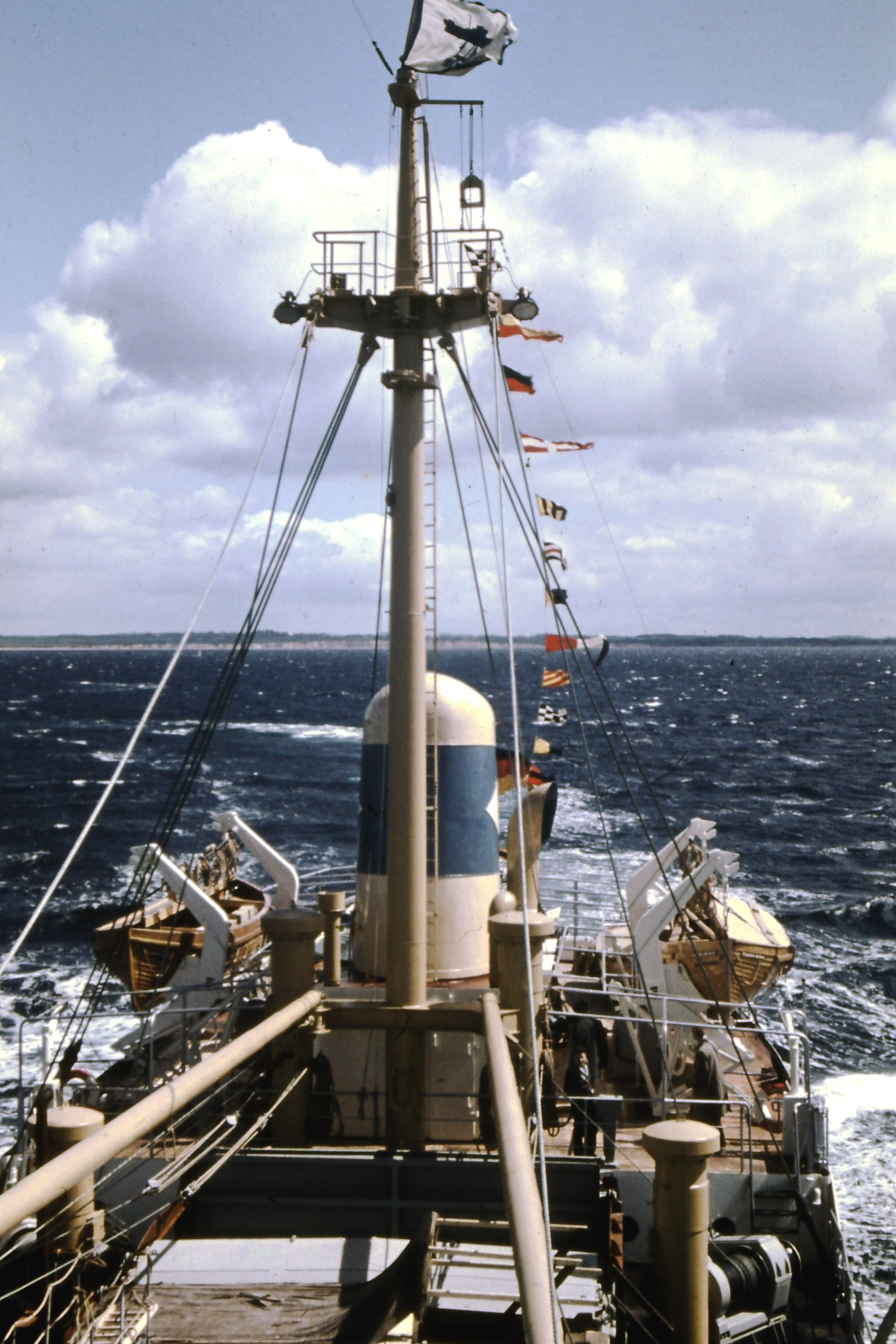
سفينة جديدة Nobiskrug سابين هوالدت في التجارب البحرية في مضيق كيل في مايو 1958